# Schauspiel Leipzig

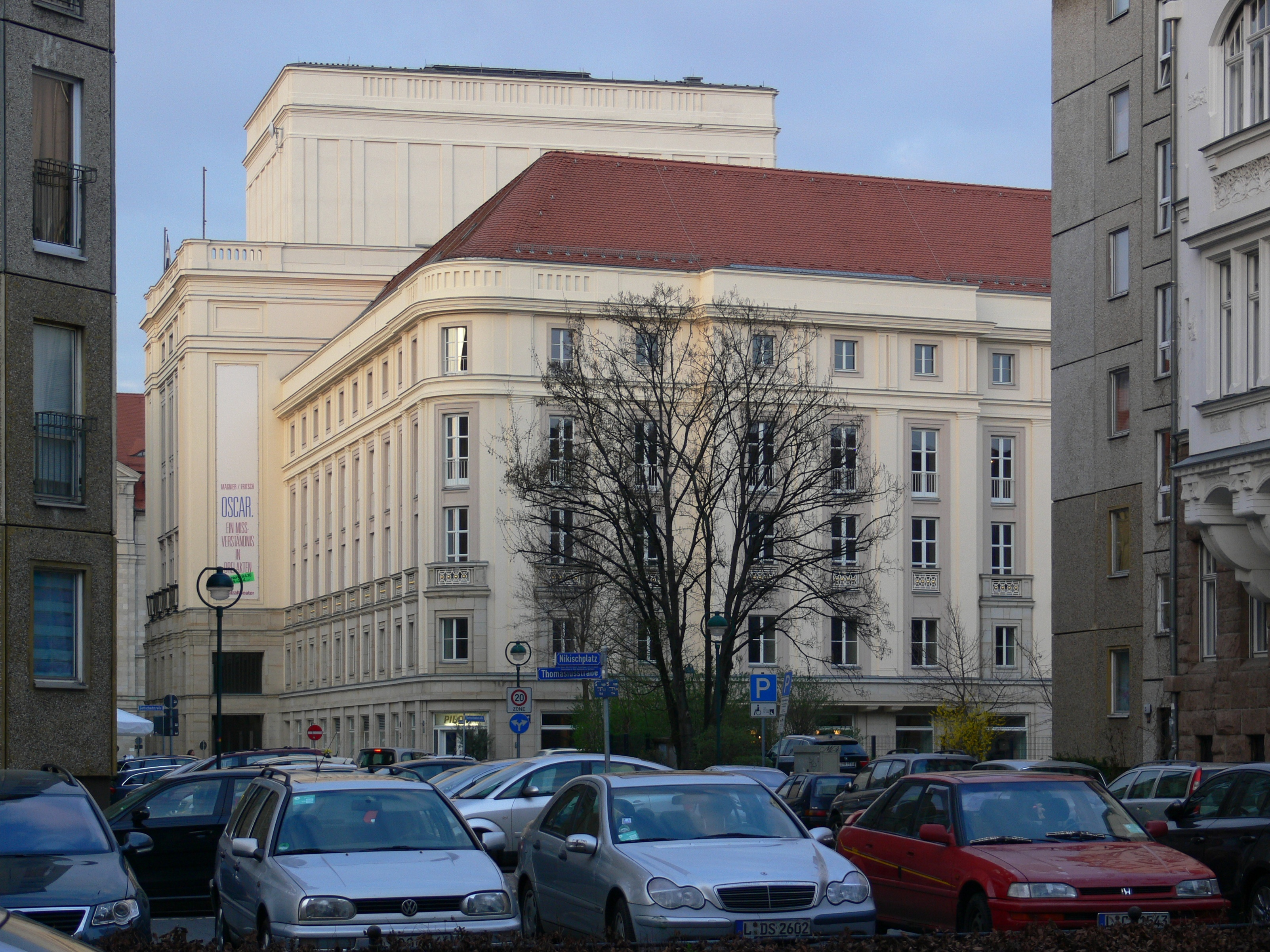
Blick zum Schauspielhaus aus Richtung Nikischplatz

Das Schauspiel Leipzig ist ein städtischer Theaterbetrieb in Leipzig. Seine Hauptspielstätte ist seit 1957 das Schauspielhaus (ehemals Centraltheater) in der Bosestraße im sogenannten Schauspielviertel (Innere Westvorstadt). 2013 übernahm Enrico Lübbe das Amt des Intendanten.

## Geschichte

### Gründung des Leipziger Stadttheaters

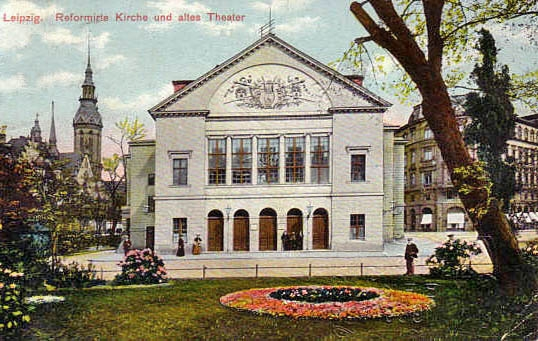
Das Alte Theater (1906)

Das am 10. Oktober 1766 unter der Leitung Heinrich Gottfried Kochs eröffnete Comödienhaus auf der Rannischen Bastei (am heutigen Richard-Wagner-Platz) war das erste feste innerstädtische Theaterhaus Leipzigs. Einer der Gäste der feierlichen Eröffnung und häufiger Besucher bis 1768 war der Student Johann Wolfgang von Goethe. Durch eine Initiative der Leipziger Bürger wurde das Theater, das phasenweise als Ableger der Dresdener Hofbühne fungierte, umgebaut und am 26. August 1817 als Theater der Stadt Leipzig neu eröffnet. Bis ins Jahr 1912 wurde das Haus, dessen Eigentümer nun die Stadt war, an einen Unternehmer verpachtet und auf privatwirtschaftlicher Basis betrieben.
Einen Höhepunkt in Leipzigs Theatergeschichte stellte die Uraufführung von Friedrich Schillers Johanna von Orleans 1801 dar. Seit der Eröffnung des Neuen Theaters 1868 hieß das Comödienhaus allgemein nur noch Altes Theater. Das Neue Theater wurde vorwiegend für Oper und Ballett, das Alte Theater für das Schauspiel verwendet.

### Zusammenschluss mit dem Centraltheater

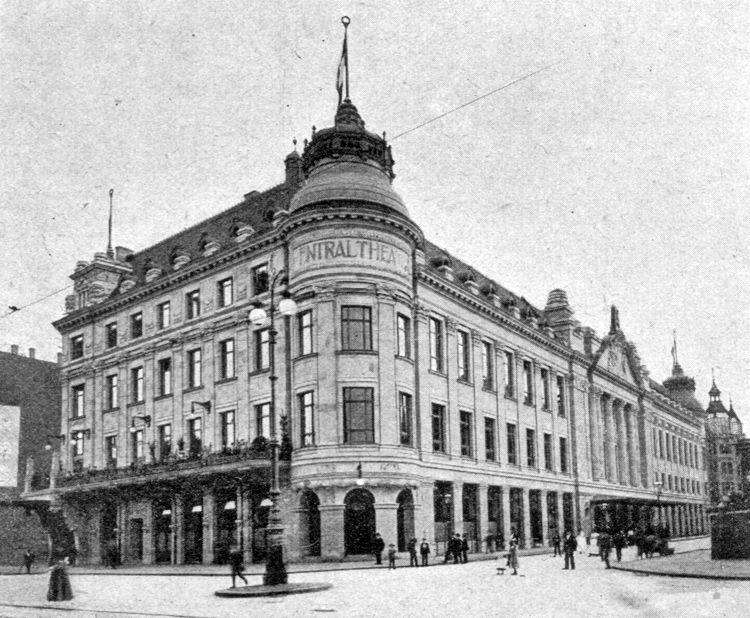
Das Centraltheater (1902)

1901/1902 entstand am Thomasring (heute Dittrichring) ein privater Theaterbau, das Centraltheater, in dem sich 1906 das „Operettentheater am Thomasring“ etablierte. 1912 ging das Theater unter dem Intendanten Max Martersteig in städtische Trägerschaft über. Zugleich wurden die beiden städtischen Bühnen – Altes und Neues Theater – jeweils einer Sparte zugewiesen: das Neue Theater der Oper, das Alte Theater dem Schauspiel. Aufsehen erregte 1923 die Uraufführung von Bertolt Brechts Frühwerk Baal, das nach seiner Premiere vom Magistrat der Stadt verboten wurde. Nach dem Ende der Amtszeit des Intendanten Guido Barthol 1932 bekamen die beiden Sparten auch organisatorisch größere Eigenständigkeit. Schauspieldirektor war in jener Zeit Detlef Sierck (später bekannt als Douglas Sirk). Dieser musste seine Stellung 1935 aufgeben, weil er mit einer Jüdin verheiratet war. Daraufhin übernahm der Operndirektor Hans Schüler die Gesamtleitung der „Bühnen der Reichsmessestadt Leipzig“.
In der Nacht vom 3. auf den 4. Dezember 1943 wurden die drei städtischen Bühnen Leipzigs – das Alte Theater, das Neue Theater sowie das (erst 1938 in den Verband der städtischen Bühnen eingegliederte) Schauspielhaus in der Sophienstraße – durch das schwerste Bombardement, das die Stadt im Zweiten Weltkrieg erfuhr, zerstört. Auch das Centraltheater war betroffen und erlitt starke Schäden. Die Suche der Leipziger Theater nach geeigneten Spielstätten führte schließlich zu einer Anmietung des notdürftig wiederhergestellten Centraltheaters durch die Stadt Leipzig 1945. Das städtische Schauspiel eröffnete seine neue feste Bühne an der Ecke Bosestraße/Gottschedstraße am 19. Dezember 1945 mit Shakespeares Ein Sommernachtstraum. Es folgten Inszenierungen von Brechts Die Dreigroschenoper, Lessings Nathan der Weise und Gogols Die Heirat, allerdings war die Spielgenehmigung zunächst nur bis 1950 erteilt worden.

### DDR-Zeit

#### Die Ausrichtung
Nach der Gründung der DDR wurden, in der Spielzeit 1950/51, wieder alle Leipziger Theater unter einer einheitlichen Generalintendanz zusammengefasst. Karl Kayser führte drei Jahrzehnte lang das „Kombinat“ aus Oper, Schauspiel, Musikalischer Komödie und Theater der Jungen Welt mit einem – laut dem Dramaturgen Walter Bankel – „konsequent parteilichen und volksverbundenen Spielplan und Darstellungsstil“. Neben Aufführungen der deutschen Klassik gab es auch einige Uraufführungen, wie beispielsweise von Franz Xaver Kroetz, Bertolt Brecht, Heinar Kipphardt oder Tennessee Williams, aber auch die fünf Teile der Wolokolamsker Chaussee von Heiner Müller wurden erstmals zusammenhängend am Haus aufgeführt.

#### Der Umbau des Schauspielhauses

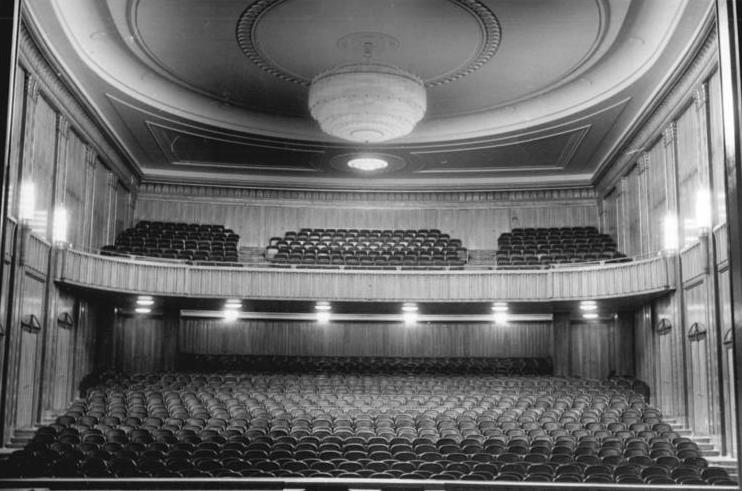
Zuschauerraum des Schauspielhauses (1959)

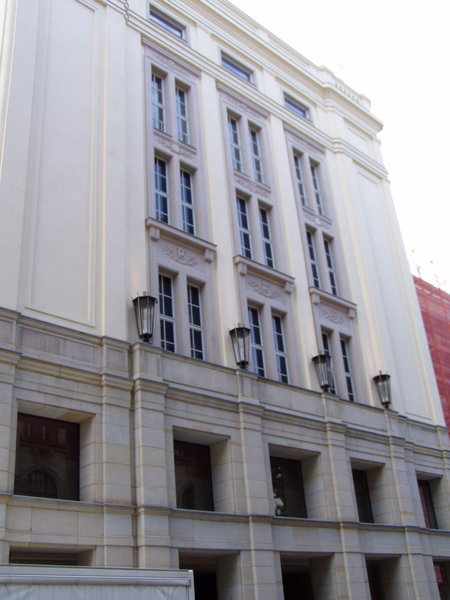
Haupteingang des Schauspielhauses in der Bosestraße

Der Auftrag zum Wiederaufbau des Schauspielhauses wurde von 1954 bis 1957 von dem Architektenkollektiv Karl Souradny, Franz Herbst und Rolf Brummer ausgeführt. Da eine Nachbildung des Hauses, wie es vor der Zerstörung 1944 bestanden hatte, nicht möglich war (aufgrund der fehlenden Genehmigung für die Errichtung eines Bühnenhauses im Hofgelände), fand der Aufbau in drei Abschnitten statt: einem Neubauteil am Dittrichring, in dem unter anderem die Kostümwerkstätten untergebracht wurden, dem Bühnenhaus an der Bosestraße und dem Zuschauertrakt zwischen Bosestraße und Gottschedstraße. Es entstand, entsprechend der vorherrschenden Strömung der DDR-Architektur, ein neoklassizistisch anmutendes Bauwerk, das heute unter Denkmalschutz steht. Eingeweiht wurde die vergrößerte Spielfläche mit einer Inszenierung von Schillers Wallenstein am 1. März 1957.
In den 70er Jahren wurde im Zuge der Technisierung ein erneuter Umbau des Zuschauerraums notwendig, um weitere Räumlichkeiten für Licht und Ton zu schaffen. Im Zuge der Wende in der DDR erfolgte zum 1. Januar 1990 die Auflösung des Verbundes der Leipziger Bühnen. Das Schauspiel Leipzig wurde eine separate Institution mit eigenem Intendanten.

### Nach der Wende
Unter der Leitung des Intendanten Wolfgang Hauswald und des Chefdramaturgen Wolfgang Kröplin plante das nun wieder eigenständige Schauspiel ein „Theater der Alternativen“, das unterschiedlichen Anschauungen Raum geben und sowohl für Experimentelles als auch für Bewährtes offen sein wollte.

#### Umbau und Sanierung 2002
Zwischen April und Oktober 2002 wurden die nachträglichen Einbauten der 1970er Jahre, welche sich auf Rang und Parkett erstreckten, zurückgebaut, so dass der Zuschauersaal in seiner ursprünglichen Größe wiederhergestellt wurde. Außerdem wurden Modernisierungsarbeiten an Akustik, Beleuchtung sowie Sitz- und Sichtbedingungen vorgenommen. Die Restauration der äußeren Fassade sowie die Schaffung rollstuhlgerechter Zugänge in das Gebäude wurde von 2002 bis 2006 durch das Architekturbüro Angela Wandelt vorgenommen. Das Gebäude stand zu diesem Zeitpunkt bereits unter Denkmalschutz.

## Spielstätten

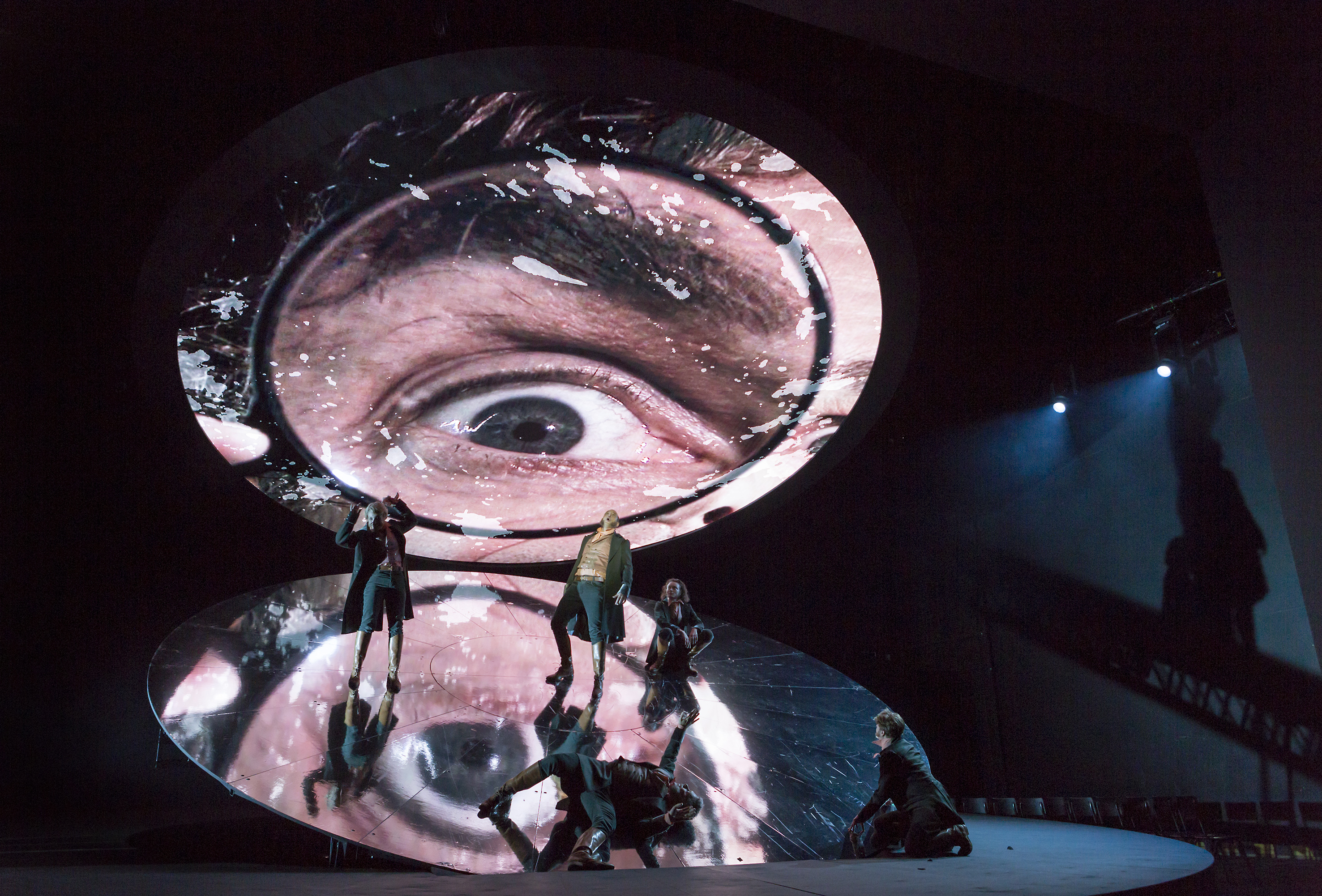
Faust, Szenenfoto 2018 (Foto: Rolf Arnold/Schauspiel Leipzig)

Von 2008 bis 2013, während der Intendanz von Sebastian Hartmann, wurde das Schauspielhaus im Zuge inhaltlicher Neuausrichtungen in Centraltheater um- bzw. rückbenannt.
Seit 2013 führt das Theaterhaus wieder seinen angestammten Namen Schauspielhaus.
Neben der Hauptbühne des Schauspiel Leipzig, die (seit 2013) 672 Zuschauer fasst, existieren innerhalb des Hauses weitere Spielstätten, die Raum für moderne Dramatik oder performative Formate bieten. Die Hinterbühne (vormals „Theater hinterm Eisernen“) zeichnet sich durch die besondere Nähe zu den Darstellern aus. Die „Diskothek“ in der Bosestraße / Ecke Dittrichring ist eine Plattform für junge Autoren: Lukas Linder, Wolfram Höll oder Ferdinand Schmalz, Sarah Kilter, Katja Brunner, Rapahaela Bardutzky präsentieren hier ihre zeitgenössischen Werke.
Eine weitere Spielstätte des Schauspiel Leipzig ist die „Residenz“. Auf dem Gelände der Leipziger Baumwollspinnerei in der Halle 18 werden performative Produktionen präsentiert, bei denen sich Künstler verschiedener Genres als Artists in Residence für einen Zeitraum von sechs bis acht Wochen mit einem Thema beschäftigen und dieses intermedial umsetzen.
Eine ehemalige Spielstätte ist die „Skala“, die auch unter dem Namen Neue Szene bzw. Kammerspiele in der Gottschedstraße zu finden war und nun durch die Diskothek ersetzt wurde.
Ein regelmäßiger Aufführungsort des Sommertheaters des Schauspiel Leipzig ist das Gohliser Schlösschen, der Zoo Leipzig und ab Frühjahr 2025 die Agra Messehallen in Markkleeberg.

## Inklusion am Schauspiel Leipzig
Als erstes deutschsprachiges Theater mit einem kontinuierlich erweiterten Angebot im Sinne der sozialen Inklusion führt das Schauspiel Leipzig bereits seit 2013 Audiodeskriptionen ausgewählter Aufführungen durch: Auf Wunsch werden blinden und sehbehinderten Menschen über einen Kopfhörer die visuellen Vorgänge auf der Bühne live beschrieben. Seit dem Herbst 2015 verfügt das Schauspielhaus darüber hinaus über ein taktiles Leitsystem, das sehbehinderten Personen eine bessere Orientierung im Haus ermöglicht. Darüber hinaus bietet das Schauspiel Leipzig jährlich mindestens eine Theatervorstellung an, die simultan in Gebärdensprache für hörgeschädigte und gehörlose Theaterbesucher gedolmetscht wird.
Ab der Spielzeit 2024/25 wird am Schauspiel ein Stück inszeniert mit deutscher Gebärdensprache in jeder Vorstellung. 

## Auszeichnungen
Das Schauspiel Leipzig wurde 2017 von der Theaterzeitschrift Theater der Zeit unter anderem für seine „originelle Gegenwartsdramatik“ mit dem erstmals vergebenen Martin-Linzer-Theaterpreis ausgezeichnet. Unter der Intendanz von Enrico Lübbe wurde es bereits dreimal zum Berliner Theatertreffen eingeladen. Zudem erhielt es sieben Einladungen zu den Mülheimer Theatertagen und gewann hierbei dreimal den Mülheimer Dramatikerpreis. Hinzu kamen zahlreiche Einladungen zum Heidelberger Stückemarkt, den Autor:innentheatertagen am Deutschen Theater Berlin und zur Biennale in Venedig.

## Intendanten
- Johannes Arpe, 1954–1958 Generalintendant des Leipziger Theater-Kombinats
- Karl Kayser, 1958–1989 Generalintendant der Städtischen Theater Leipzig
- Wolfgang Hauswald, November 1989 bis Oktober 1993
- Horst Ruprecht und Gerhard Nodurft, Interimsintendanz, Oktober 1993 bis Dezember 1993
- Gerhard Nodurft, Interimsintendanz, Januar 1994 bis August 1995
- Wolfgang Engel, 1995–2008
- Sebastian Hartmann, 2008–2013
- Enrico Lübbe, seit 2013

## Ehrenmitglieder
- 1995: Werner Godemann
- 1997: Christa Gottschalk
- 2016: Ellen Hellwig
- 2018: Werner Stiefel

## Bekannte Schauspieler (Auswahl)
- Constanze Becker (2001–2004)
- Matthias Brenner (1995–1999)
- Thomas Büchel (1996–2010)
- Fred Delmare (1950–1970)
- Friedhelm Eberle (1962–2007)

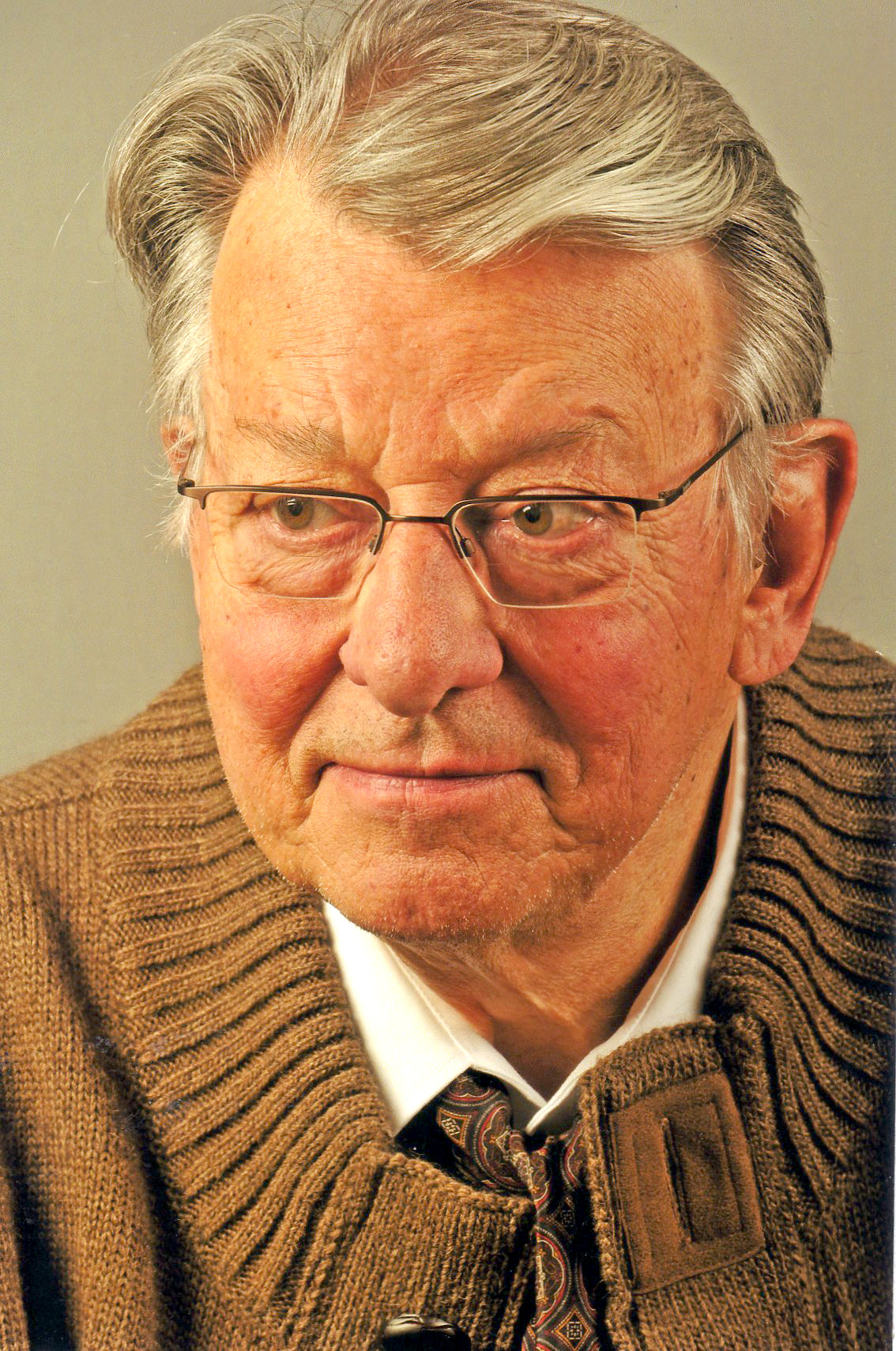
Friedhelm Eberle

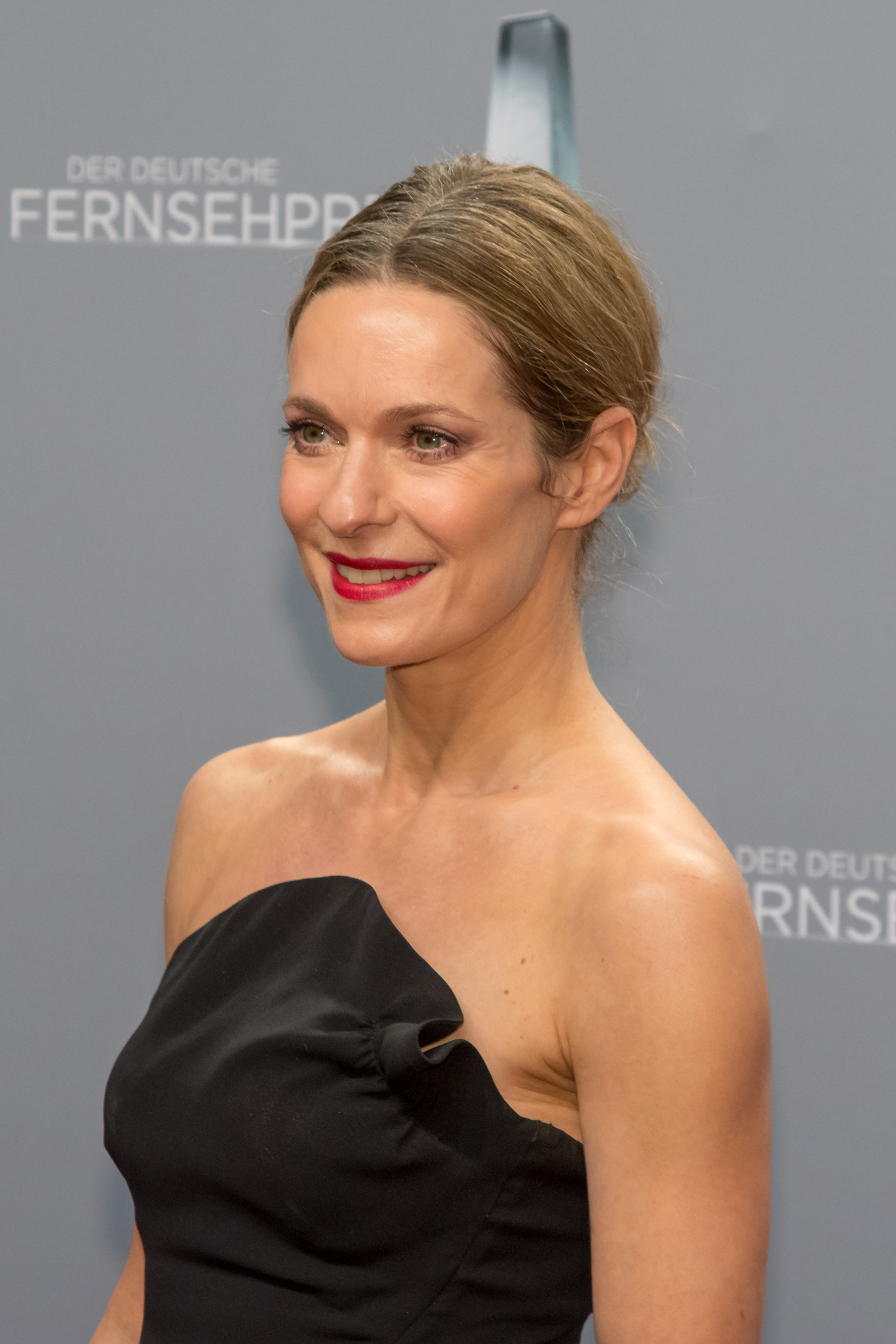
Lisa Martinek

- Martina Eitner-Acheampong (1991–2000)
- Erich Gerberding (1959–1986)
- Günther Grabbert (1956–2010)
- Peter Mario Grau (1995–1997)
- Gert Gütschow (1959–1995)
- Hans-Joachim Hegewald (1958–1995)
- Matthias Hummitzsch (seit 1996)
- Peter Kurth (1997–2000)
- Julia Jäger (1991–1995)
- Guido Lambrecht (1991–1996)
- Thomas Lawinky (2008–2011)
- Ivan Malré (1957–1974)
- Lisa Martinek (1997–2001)
- Jochen Noch (1988–2001)
- Marylu Poolman (1956–2002)
- Marie Rathscheck (seit 2017)
- Anja Schneider (2001–2006)
- Isabel Schosnig (1998–2001)
- Berndt Stübner (1976–2020)
- Cordelia Wege (seit 2008)
- Manfred Zetzsche (1963–1995)

## Ausstellung
- Tanja Milewsky: Schauspielhaus – Geschichten. 100 Jahre Theater in der Bosestraße. Eine Ausstellung von Tanja Milewsky und Kocмoc.net, 16. November 2002 bis 30. Juni 2003 Schauspielhaus, Rangfoyer.